# 行信三
行 信三（ゆき しんぞう、1965年1月7日 - ）は日本のアニメーション美術監督。神奈川県出身。

## 来歴
東京デザイナー学園卒業後、1986年東映動画（現・東映アニメーション）へ入社。『Dr.スランプ アラレちゃん』の背景を手がけ、続く『ドラゴンボール』でも同じく背景美術を担当、以降、数多くの東映アニメーション作品において美術監督や美術デザインを担当している。『ご近所物語』から『フレッシュプリキュア!』まで10年以上日曜朝8時30分枠のアニメを担当。また、近年には実写作品等にも意欲的に参加している。
妻は同じく美術監督のゆきゆきえ。『明日のナージャ』までは夫・信三と共同で作品に参加することが多かったが、制作終了後に休職。2010年、フリーの美術監督として『夢喰いメリー』で復帰した。

## 主な作品

### テレビアニメ
- Dr.スランプ アラレちゃん（背景）
- ドラゴンボール（背景）
- トランスフォーマーV（美術デザイン）
- ゲッターロボ號（美術監督）
- ご近所物語（美術デザイン）
- 花より男子（美術デザイン）
- 夢のクレヨン王国（美術デザイン）
- おジャ魔女どれみ（美術デザイン）
- おジャ魔女どれみ♯（美術デザイン）
- も〜っと!おジャ魔女どれみ（美術デザイン）
- おジャ魔女どれみドッカ〜ン!（美術デザイン）
- 明日のナージャ（美術デザイン）カルロス・ユキ名義
- エアマスター（美術デザイン）
- ふたりはプリキュア（美術監督・美術）
- ふたりはプリキュア Max Heart（美術監督・美術）
- ふたりはプリキュア Splash Star（美術監督・美術）
- 怪 〜ayakashi〜「天守物語」（美術監督）
- Yes!プリキュア5（美術監督・美術）
- Yes!プリキュア5GoGo!（美術監督・美術）
- キャシャーン Sins（美術設定・美術・背景）
- フレッシュプリキュア!（美術監修・美術）
- 暴れん坊力士!!松太郎（美術設定・美術・背景）
- ドラゴンボール超（美術デザイン）
- おしりたんてい（背景）
- 狼と香辛料 MERCHANT MEETS THE WISE WOLF（美術設定）
- ドラゴンボールDAIMA（2024年、美術・背景）

### 劇場版アニメ
- ドラゴンボール 神龍の伝説（背景）
- ドラゴンボール 魔神城のねむり姫（背景）
- ドラゴンボールZ 極限バトル!!三大超サイヤ人（背景）
- ドラゴンボールZ 燃えつきろ!!熱戦・烈戦・超激戦（美術監督）
- ドラゴンボールZ 復活の「F」（美術監督）
- 地獄先生ぬ〜べ〜（美術監督）
- 地獄先生ぬ〜べ〜 午前0時ぬ〜ベ〜死す!（美術監督）
- 地獄先生ぬ〜べ〜 恐怖の夏休み!! 妖しの海の伝説!（美術監督）
- 銀河鉄道999 エターナル・ファンタジー（美術監督）
- ONE PIECE（美術監督）
- デジモンアドベンチャー02（美術監督）
- おジャ魔女どれみ♯（美術監督）
- もーっと!おジャ魔女どれみ カエル石のひみつ（美術監督）
- デジモンアドベンチャー02 ディアボロモンの逆襲（美術監督）
- デジモンフロンティア 古代デジモン復活!!（美術監督）
- デジモンテイマーズ 暴走デジモン特急（美術監督）
- 劇場版AIR（美術監督）
- ふたりはプリキュア Max Heart（美術監督）
- ふたりはプリキュア Max Heart 2 雪空のともだち（美術監督）
- ふたりはプリキュア Splash★Star チクタク危機一髪!（美術監督）
- 手塚治虫のブッダ -赤い砂漠よ!美しく-（美術監督）

### OVA
- トランスフォーマーZ（美術監督）
- B・B BURNING BLOOD（美術監督）
- PURPLE HIGHWAY OF ANGELS 湘南爆走族 8 赤い星の伝説（美術）
- も〜っと!おジャ魔女どれみ ママといっしょに おしえて♪ももちゃん おやつクッキング（美術）
- おジャ魔女どれみナ・イ・ショ（美術デザイン）
- ルイ・ヴィトンPV / SUPERFLAT MONOGRAM（美術監督）
- 金田一少年の事件簿（美術デザイン・美術監督）

### ゲーム
- ソニック・ザ・ヘッジホッグCD （OP、ED美術監督）
- デジモンワールド リ:デジタイズ（アニメーション制作・美術デザイン）